# Klaus Küster
Klaus Küster (* 1941 in Remscheid-Lennep) ist ein deutscher Grafiker, Maler und Fotograf.

## Leben
Nach einer Technikerausbildung besuchte Küster die École des Beaux-Arts Paris sowie die Werkkunstschule Wuppertal (heute Bergische Universität Wuppertal). Danach arbeitete er als Grafikdesigner und Fotograf bis 1969 in verschiedenen Werbeagenturen. 1969 wurde er freiberuflicher Grafiker, Maler, Fotograf und Bühnenbildner. Sein bekanntestes Beispiel für eine Grafikarbeit ist das „Kette“-Logo von Amnesty International.
Zu Beginn der 1970er entwickelte er die Methode des luminoplastischen Reliefs, bei der durch eine vor der fotografischen Belichtung erfolgte mechanische Bearbeitung des Bildträgers (Fotopapier, Film) ein teilweise-plastisches Foto oder ein plastisches Fotogramm entsteht.
1995 gründete Klaus Küster seine eigene Schule für Gestaltung und die Galerie ART&RAT in Remscheid. Als Mitglied des Kunstbeirates der Stadt Remscheid initiierte er die städtische „Sammlung Gerd Arntz“. 1996 wurde Küster in den Deutschen Werkbund berufen. Ebenfalls 1996 erfolgte die Berufung von Klaus Küster in den Westdeutschen Künstlerbund. 1998 wurde er Mitglied der „gfg gruppe für gestaltung“ um Rolf Glasmeier. Von 1998 bis 2007 leitete er die Galerie der Stadt Remscheid. Ab 2006 führte Klaus Küster eine galeristische Zusammenarbeit mit Knut Wolfgang Maron: Zone E (Essen) und Zone B (Berlin). Ab 2008 übte Küster den Lehrauftrag für das Typographie-Seminar der Wilhelm Wagenfeld Schule, Bremen, aus. Von 2015 bis 2016 führte er den Betrieb der "Central Galerie", Remscheid. 2019 war das 50-jährige Jubiläum seines "Atelier in der Ewaldstraße", in Remscheid.

## Ausstellungen (Auswahl)
Küster nahm an mehr als 170 Gruppen- und über 50 Einzelausstellungen teil (Stand: 1. Quartal 2020).
- 2005 Fotografie-Ausstellung Kunstfluss Wupper 2005[12]
- 2007 Künstlerzeche Unser Fritz in Herne Jetzt! – Künstler im Deutschen Werkbund[13]
- 2009 Luminoplastische Reliefs - Plastisches Werk, Galerie Zone B, Berlin[14]
- 2011 gefunden - erfunden, Roter Pavillon, Bad Doberan[15]
- 2013 Miniretro, Galerie Zone B, Berlin[16]
- 2013 wir wieder hier, Westdeutscher Künstlerbund, Kunstmuseum Bochum[17]
- 2017 Expanding Photography, Westdeutscher Künstlerbund, Städtische Galerie Lüdenscheid[18]
- 2018 Fotoscultura/Lichtungen, Schaelpic photokunstbar, Atelier für Mediengestaltung, Köln[19]
- 2019 My favourite little thing, 68elf e.V. Kunstverein Köln[20]

### Öffentliche Sammlungen (Auswahl)
Arbeiten von Klaus Küster befinden sich in zahlreichen öffentlichen Sammlungen:
- Museo de Valladolid (Spanien)
- Von der Heydt-Museum, Wuppertal
- Kunstsammlung Nordrhein-Westfalen, Düsseldorf
- Deutsches Plakatmuseum, Essen
- Institut für aktuelle Kunst im Saarland, Saarlouis
- Museum für Alltagskultur des Werkbund-Archivs, Berlin

### Bücher
- Architektur- und Farb-Strukturen des alten Lennep im Sommer 1974, zusammen mit Peter Sondermann, RS Gesellschaft für Informationstechnik mbH & Co.; 1994
- Lennep. Architektur- und Farbstrukturen des alten Lennep im Sommer 1974, Buchhandlung R. Schmitz; 1994
- "durch röntgen" – Ein Postkarten-Katalog zum 150-jährigen Jubiläum von Wilhelm Conrad Röntgen, mit fotografischen Arbeiten von 130 Künstlern, ART & RAT - Galerie; 1995[21]
- Drittes Licht – Ein Fotozyklus mit dem Essay "Augenwischerei" des Philosophen Dr. Andreas Steffens, Klaus Küster, ISBN 3-00-015351-9; 2004
- Mitarbeit bei Lohn der Arbeit, Westdeutscher Künstlerbund e.V. (Herausgeber), Emschertal-Museum; 2005
- Andere ANSICHTEN.Album 2012-1969, Werkverzeichnis Klaus Küster, ISBN 978-3-00-040133-6; 2012
- Andere ANSICHTEN.Album 2014-2012, Fortsetzung Werkverzeichnis Klaus Küster, ISBN 978-3-00-049498-7; 2014
- Andere ANSICHTEN.Album 2019-2014, Fortsetzung Werkverzeichnis Klaus Küster, ISBN 978-3-00-062388-2; 2019